# Živo srebro
Živo srebró (latinsko hydrargyrum iz starogrškega ὕδωρ: hýdōr - voda in άργυρος: árgyros - srebro) je kemijski element s simbolom Hg in vrstnim številom 80. Je težka, srebrna prehodna kovina in edina kovina, ki je pri standardni temperaturi in tlaku v tekočem agregatnem stanju. Drugi elementi, ki so pri teh pogojih v tekočem stanju, so brom ter kovine cezij, francij, galij in rubidij, ki imajo tališča rahlo nad standardno temperaturo. S tališčem -38,83 °C in vreliščem 356,73 °C ima živo srebro med kovinami najmanjšo temperaturno razliko med obema temperaturama.
V rudnih depozitih se pojavlja večinoma kot živosrebrov sulfid cinabarit. Rdeči pigment cinober se pridobiva večinoma z redukcijo cinabarita. Cinabarit je pri zaužitju ali vdihavanju prahu zelo toksičen. Zastrupitev z živim srebrom povzročijo tudi vse vodotopne živosrebrove spojine, na primer živosrebrov klorid in metilživosrebrove soli, vdihavanje živosrebrovih par in zaužitje z živim srebrom kontaminiranih živil. 
Uporablja se za polnjenje termometrov, barometrov, sfigmomanometrov in plavajočih ventilov ter v nekaterih električnih stikalih in v drugih aparatih. Zaradi toksičnosti in nevarnosti za okolje se namesto njega uporabljajo alkohol, galinstani in polprevodniški elementi. V znanstvenih raziskavah se še vedno uporablja za amalgamiranje kovin. Uporablja se tudi v varčnih sijalkah, v katerih njegove pare povzročijo električno prevodnost polnilnega plina in sproščajo kratkovalovno ultravijolično svetlobo, ki se s fluorescenco fosforja pretvori v vidno svetlobo. 

## Lastnosti

### Fizikalne lastnosti
Živo srebro je težka, srebrno bela kovina. V primerjavi z drugimi kovinami je slab prevodnik toplote, toda dober prevodnik električnega toka. Za prehodno kovino ima izjemno nizko tališče. Popolna razlaga te lastnosti zahteva globok poseg v kvantno fiziko, na kratko pa se lahko razloži z elektronsko strukturo atoma. Živo srebro ima zapolnjene vse razpoložljive 1s, 2s, 2p, 3s, 3p, 3d, 4s, 4p, 4d, 4f, 5s, 5p, 5d in 6s podorbitale. Takšna elektronska struktura se močno upira odcepitvi elektrona in daje živemu srebru lastnosti, podobne lastnostim žlahtnih plinov. Vezi med atomi so zato šibke in kovina se zlahka tali. Stabilnost orbitale 6s je posledica zapolnjene orbitale 4f. Orbitala f slabo zaslanja naboj jedra, kar poveča privlačno Coulombovo interakcijo med orbitalo 6s in jedrom (glej: Lantanoidna kontrakcija). Nezapolnjene notranje orbitale f imajo za posledico nekoliko višji tališči kadmija in cinka, čeprav sta tališči še vedno nizki, in njuni nenavadno nizki vrelišči. Kovine, kot je na primer zlato, imajo na 6s orbitali po en elektron manj kot živo srebro. Njihovi elektroni se zato mnogo laže odcepijo in delijo z drugimi atomi zlata in tvorijo relativno močne kovinske vezi.

### Kemijske lastnosti
Živo srebro ne reagira z večino kislin, na primer z razredčeno žveplovo kislino. Topno je v  oksidirajočih kislinah, na primer v koncentrirani žveplovi in dušikovi kislini ter zlatotopki, pri čemer nastajajo sulfati, nitrati in kloridi. Podobno kot srebro reagira z atmosferskim vodikovim sulfidom. Reagira celo s trdnim elementarnom žveplom, kar se izkorišča za absorbcijo živosrebrovih par iz zraka. Za odstranjevanje razlitega živega srebra se kot absorbcijsko sredstvo uporabljata aktivirano oglje in cinkov prah.

#### Amalgami
Živo srebro raztaplja zlato, cink in mnoge druge kovine in tvori amalgame (iz starolatinskega amalgama – zlitina z živim srebrom), ki so jih uporabljali že leta 500 pr. n. št.. Železo je izjema, zato se za shranjevanje živega srebra uporabljajo železne steklenice. Med kovine, ki ne tvorijo amalgamov, spadajo tudi tantal, volfram in platina. Natrijev amalgam je pogosto redukcijsko sredstvo v organskih sintezah. Uporablja se tudi v visokotlačnih natrijevih žarnicah.  
Amalgam tvori tudi s čistim aluminijem. Ker amalgam reagira s kisikom iz zraka in tvori aluminijev oksid, že majhne količine živega srebra korodirajo aluminij. Živega srebra se zato praviloma ne sme prevažati z letali.

### Izotopi
Živo srebro ima sedem stabilnih izotopov, med katerimi je najpogostejši 202Hg (29,86 %). Najdaljši življenjski dobi imata izotopa  194Hg  in 203Hg z razpolovnima časoma 444 let in 46,612 dni. Večina ostalih izotopov ima razpolovne čase manjše od enega dneva. Najpogosteje se preučujeta JMR-aktivni jedri  izotopov 199Hg in  201Hg, ki imata spina ½ oziroma ⅔.

## Zgodovina
Živo srebro so odkrili v egipčanskih grobnicah iz leta 1500 pr. n. št.
Na Kitajskem in v Tibetu je veljalo prepričanje, da živo srebro podaljšuje življenje, celi zlome in na splošno pripomore k boljšemu zdravju, čeprav v resnici povzroča resne zdravstvene težave. Kitajski cesar Qín Shǐ Huáng Dì, katerega so domnevno pokopali v grobnico z maketo države, kateri je vladal, in rekami iz živega srebra, je umrl zaradi napitka iz živega srebra in uprašenega žada, ki so mu ga predpisali njegovi alkimisti, da bi mu dali večno življenje. Napitek je povzročil akutno zastrupitev, odpoved jeter in možgansko smrt.
Antični Grki so uporabljali živo srebro v mazilih za rane. Egipčani in Rimljani so ga uporabljali v kozmetiki, ki je včasih iznakazila obraz. V Lamanaju, nekoč največjem mestu majevske civilizacije, so pod ploščo, ki označuje sredino stadiona za igro z žogo, odkrili obredno posodo z živim srebrom.
Alkimisti so bili prepričani, da je živo srebro Prima materia - prasnov, iz katere so nastale vse kovine. Verjeli so, da se s spreminjanjem kakovosti in vsebnosti žvepla v živem srebru lahko izdela katera koli kovina. Najčistejša kovina je bila zlato, zato je bil glavni cilj mnogih alkimistov odkriti način, kako z živim srebrom pretvoriti manj žlahtne ali osnovne kovine v zlato.
Sodobni kemijski simbol za živo srebro Hg izhaja iz njegovega latiniziranega grškega imena starogrško Ύδραργυρος: hydrargyros, kar v dobesednem prevodu pomeni srebrna voda. Alkimistični simbol  ☿  je dobil po rimskem bogu Merkurju, ki je bil znan po svoji hitrosti in mobilnosti. Z živim srebrom je povezan tudi indijski izraz za alkimijo Rasavātam, ki pomeni živosrebrna pot.
Najbolj znani rudniki živega srebra so (bili) Almadén v južni Španiji, zaprt leta 2000 zaradi velikega padca cene živega srebra na svetovnem trgu, Monte Amiata  v srednji Italiji in Idrija, zaprt v 1980. letih zaradi istega razloga kot Almadén.

## Nahajališča
Živo srebro je izredno redek element, ki je v Zemljini skorji udeležen s samo 0,08 ppm. Ker se geokemijsko ne meša z elementi, ki tvorijo večino skorjine mase, so živosrebrove rude lahko zelo koncentrirane. Najbogatejše rude vsebujejo do 2,5 % kovine, najsiromašnejše pa najmanj 0,1 %, kar je še vedno 12.000 krat več od povprečja. Pojavlja se lahko kot samorodno živo srebro ali v cinabaritu (HgS), korderoitu (Hg3S2Cl2), livingstonitu (HgSb4S8) in drugih mineralih. Najpogostejši je cinabarit. Rude so najpogostejše v zelo mladih orogenih pasovih, kjer je gosta kamnina izrinjena v Zemljino skorjo, termalnih vrelcih in drugih ognjeniških področjih.
Po letu 1558, ko so v Mehiki odkrili postopek za pridobivanje srebra iz srebrove rude s pomočjo živega srebra, je živo srebro postalo glavni steber gospodarstva Španije in njenih ameriških kolonij. Uporabljalo se je predvsem v donosnih rudnikih Mehike in Peruja. Na začetku so bili edini viri živega srebra za kolonije kraljevi rudniki v Almadénu v južni Španiji. Ko so živosrebrovo rudo odkrili tudi v Ameriki, so v pokrajini Hauncavelici v Peruju od leta 1563 v treh stoletjih proizvedli več kot 100.000 ton živega srebra. Postopki amalgamiranja rude za proizvodnjo srebra so se uporabljali do poznega 19. stoletja, kar je ustvarjalo veliko povpraševanje po živem srebru.
Rudniki v Italiji, Združenih državah Amerike in Mehiki, ki so nekoč proizvajali velik del svetovne proizvodnje, so popolnoma izčrpani. Rudnika v Idriji in Almadénu sta se zaprla zaradi padca svetovne cene živega srebra. Rudnik McDermitt Mine v Nevadi, zadnji v ZDA, je bil zaprt leta 1992. 
Cena živega srebra v zadnjih letih zelo niha. Leta 2006 je znašala samo 650 $ za 34,46 kilogramsko steklenico, do februarja 2012 pa se je dvignila na 2.000 $ za steklenico.
Živo srebro se pridobiva s praženjem cinabarita v zračnem toku in kondenzacijo nastalih par. Proces se lahko zapiše z naslednjo kemijsko reakcijo:
{\displaystyle HgS+O_{2}\longrightarrow Hg+SO_{2}}
Leta 2005 je bila največji svetovni proizvajalec živega srebra Kitajska, ki je proizvedla dve tretjini svetovne proizvodnje. Kitajski sledi Kirgizistan.  Nekaj živega srebra proizvedejo tudi druge države iz anodnega blata pri elektrolitskem rafiniranju bakra in odpadnih vod.
Rudarjenje cinabarita in pridobivanje kovine sta bila zaradi toksičnost živega srebra vedno zelo nevarna procesa in stalen vzrok zastrupitve z živim srebrom. Na Kitajskem so zato privatne rudarske družbe pri odpiranju novih rudnikov cinabarita še v 1950. letih zaposlovale zapornike. Samo družba Luo Xi je pri kopanju novih rudniških rovov zaposlovala več tisoč zapornikov. Zdravje rudarjev je zelo ogroženo tudi v dobro urejenih rudnikih.
Direktiva Evropske skupnosti, da se bodo po letu 2012 lahko uporabljale samo varčne fluorescenčne sijalke, je vzpodbudila Kitajsko, da je ponovno odprla že opuščene rudnike cinabarita in proizvodnjo živega srebra. Posledica njene odločitve je ponovna velika nevarnost za okolje, predvsem v južnih mestih Foshan in Guangzhou in jugozahodni provinci Guizhou.
Opuščeni rudniki živega srebra so pogosto zasuti z zelo nevarno žlindro iz pražarn cinabarita. Voda, ki izpira takšna odlagališča, je nevaren vir onesnaženja. Opuščeni rudniki cinabarita bi se zato morali konzervirati, da bi se lahko v prihodnosti ponovno odprli.

## Kemija
Živo srebro ima dve glavni oksidacijski stanji: I in II. Obstajajo tudi višja oksidacijska stanja, ki niso pomembna. Poznan je na primer živosrebrov(IV) fluorid HgF4, ki je obstojen samo v posebnih pogojih.

### Spojine Hg(I)
Za razliko od svojih lažjih sosedov kadmija in cinka, živo srebro tvori enostavne stabilne spojine z vezmi kovina-kovina. Živosrebrove(I) spojine so diamagnetne in tvorijo dimerni kation Hg22+. Mednje spadata klorid in nitrat. Kompleksiranje spojin Hg(I) z močnimi ligandi, kot sta na primer sulfid in cianid,  povzroči disproporcionacijo Hg+ v Hg2+ in elementarno Hg. Hg(I) klorid HgCl je brezbarvna trdna snov kalomel. Njegova prava formula je Hg2Cl2 oziroma Cl-Hg-Hg-Cl in je standardna elektroda v elektrokemiji. Kalomel reagira s klorom in tvori živosrebrov(II) klorid HgCl2, ki je odporen proti nadaljnji oksidaciji. 
Zaradi tendence, da se veže sam s seboj, živo srebro tvori polikatione, ki so zgrajeni iz linearnih verig  z živosrebrovimi centri, pokritimi s potitivnim nabojem. Takšen je na primer Hg32+(AsF6–)2.

### Spojine Hg(II)
Hg(II) je najpogostejše oksidacijsko stanje živega srebra. V tem stanju tvori vse štiri halogenide. Kompleksi s halogeni imajo linearno koordinacijsko geometrijo, podobno kompleksom Ag(I), kompleksi z drugimi ligandi pa tetraedrično. Najbolj poznana spojina je HgCl2, bela snov, ki zlahka sublimira in tvori običajno tetraedrične koordinacijske komplekse. Takšen je na promer HgCl42–.
Glavni živosrebrov(II) oksid je HgO, ki nastaja pri dolgotrajni izpostavljenosti živega srebra na zraku pri povišani temperaturi. Pri temperaturi okoli 400 °C se smer reakcije obrne. Reakcijo je uporabil Priestly za sintezo čistega kisika. Živosrebrovi hidroksidi so šibki, tako kot hidroksidi sosedov zlata in srebra.
Z višjimi halkogeni tvori živo srebro zelo stabilne spojine. Najpomembnejši je sulfid HgS, ki se v naravi pojavlja kot cinabarit in blesteč pigment cinober. HgS, podobno kot ZnS, kristalizira v dveh oblikah: rdeči kubični in črni sfaleritni obliki.  Poznana sta tudi selenid HgSe in telurid HgTe in mešana živosrebrov kadmijev telurid in živosrebrov zinkov telurid, ki sta polprevodnika, uporabna kot detektorja infra rdeče svetlobe.
Hg(II) soli tvorijo različne komplekse z amonijakom. Mednje spada Millionova baza (Hg2N+), linearni polimer soli (HgNH2+)n in »taljivi beli precipitat« ali [Hg(NH3)2]Cl2.Kalijev tetrajodomerkurat(II) (HgI42–) je poznan kot Nesslerjev reagent, ki se občasno še uporablja za detekcijo amonijaka, s katerim daje temno modro sol Millionove baze.  
Živosrebrov fulminat se uporablja kot inicijalni eksploziv.

### Spojine Hg(IV)
Hg(IV) je najmanj pogosto oksidacijsko stanje živega srebra. Edina poznana spojina je Hg(IV) fluorid HgF4. 

### Živosrebrove organske spojine
Živosrebrove  organske spojine so zgodovinsko pomembne, vendar imajo v zahodnem svetu majhen  industrijski pomen. Soli Hg(II) so ene od redkih enostavnih kovinskih kompleksov, ki reagirajo neposredno z aromatskimi obroči. Spojine so vedno dvovalentne, imajo običajno  koordinacijsko število 2 in linearno geometrijo. V nasprotju s kadmijevimi in cinkovimi organskimi spojinami ne reagirajo z vodo. Njihovi običajni splošni formuli sta HgR2 in HgRX. R je lahko alkil ali aril, X pa halogenid ali acetat. Prve spojine so pogosto hlapne, druge pa pogosto trdne.  
Metil živo srebro je skupno ime spojin s splošno formulo CH3HgX. Spojine so zelo nevarne in se pojavljajo v nekaterih onesnaženih vodah. Nastajajo v procesih biometilacije.

## Uporaba
Živo srebro se uporablja predvsem za proizvodnjo industrijskih kemikalij ter v električnih in elektronskh napravah in termometrih, predvsem tistih za merjenje visokih temperatur. Vedno večja količina živega srebra se porablja v proizvodnji fluorescentnih sijalk, na vseh drugih področjih pa se njegova poraba zaradi velike toksičnosti počasi zmanjšuje. V nekaterih aplikacijah se zamenjuje z dražjo, vendar manj toksično zlitino galinstan.

### Medicina
Živo srebro in njegove spojine se še vedno uporabljajo v medicini, čeprav je njegova toksičnost že dolgo dobro poznana.  
Elementarno živo srebro se je uporabljalo v zobozdravstvu za amalgamske zobne zalivke. Tiomersal je organska spojina, ki se uporablja kot konzervans v cepivih, vendar se njegova uporaba zmanjšuje. Druga spojina je merbromin, ki se v nekaterih državah še uporablja kot lokalni antiseptik za manjše ureznine in odrgnine.
Tiomersal, ki se v cepivih uporablja že od 1930. let, se v organizmu pretvori v etil živo srebro. Dolgo časa se je domnevalo, da njegova uporaba v cepivih pri otrocih povzroča ali sproža avtizem, vendar domneva znanstveno ni dokazana. Tiomersal se kljub temu umika iz uporabe ali se njegovo vsebnost zmanjšuje na raven sledov, predvsem v cepivih za otroke, mlajše od šest let. Izjema je inaktivirano cepivo za gripo.
Cinabarit se je uporabljal v mnogih tradicionalnih medicinah, predvsem v kitajski. Pripravki s cinabaritom lahko postanejo zelo strupeni zaradi segrevanja, predoziranja ali dolgotrajnega uživanja. Škodljive učinke imajo lahko tudi terapevtski odmerki, čeprav se po njih organizem praviloma vrne v prvotno stanje. Čeprav je takšna oblika živega srebra na videz manj toksična od drugih, njen terapevtski učinek v tradicionalni kitajski medicini še ni potrjen, ker terapevtska osnova za njegovo uporabo ni jasna.
Uporaba živega srebra v sodobni medicini v vseh pogledih pada, predvsem v razvitem svetu. Uporabo termometrov in sfigmomanometrov z živim srebrom, ki so jih izumili v zgodnjem 18. oziroma poznem 19. stoletju, se v 21. stoletju opušča. V nekaterih državah so celo prepovedani.
Živosrebrove spojine se uporabljajo tudi v zdravilih, ki se izdajajo brez zdravniškega recepta, na primer v antiseptikih za zunanjo uporabo, odvajalih, mazilih za rane, kapljicah za oči in pršilih za nos. Varnost in učinkovitost teh pripravkov zaradi pomanjkanja ustreznih podatkov ni preverjena. Živo srebro se še vedno uporablja v nekaterih diuretikih, čeprav so za večino terapij na razpolago ustrezni bolj varni nadomestki.

### Proizvodnja klora in natrijevega hidroksida
Klor se proizvaja z elektrolizo vodne raztopine kuhinjske soli (NaCl). Stranska proizvoda elektrolize sta natrijev hidroksid in vodik, zato morata biti anodni in katodni prostor elektrolitske celice ločena. V poznem 20. stoletju se je večina živega srebra porabila ravno v živosrebrovih elektrolitskih celicah v tako imenovanem Castner-Kellnerjevem procesu. V tem procesu nastaja na živosrebrovi katodi natrij kot natrijev amalgam, ki zatem   reagira z vodo, pri čemer nastajata natrijev hidroksid in vodik. V procesu se dogajata naslednji kemijski reakciji:
- elektroliza kuhinjske soli: {\displaystyle 2NaCl\longrightarrow 2Na+Cl_{2}}
- raztapljanje natrija: {\displaystyle 2Na+2H_{2}O\longrightarrow 2NaOH+H_{2}}

Iz teh procesov se kljub sodobni in deklarirano varni tehnologiji izpustijo v naravo velike količine živega srebra. V sodobnih elektrolitskih procesih se zato namesto živosrebrovih celic uporabljajo celice s polprepustnimi membranami. 

### Laboratorijska raba
Živo srebro se še vedno uporablja v raznih termometrih, predvsem tistih za merjenje visokih temperatur. Tovrstni termometri se postopoma opuščajo in so v nekaterih državah že prepovedani.
Uporablja se tudi v teleskopih s tekočimi zrcali. Tekoče zrcalo nastane z vrtenjem okrogle plošče, na kateri je živo srebro. Takšni teleskopi so do sto krat cenejši od običajnih velikih zrcalnih teleskopov. Njihova pomanjkljivost je, da se ne smejo nagniti in so lahko usmerjeni samo naravnost navzgor.
Živo srebro je del priljubljene sekundarne referenčne kalomelove elektrode, ki je v elektrokemiji alternativa za standardno vodikovo elektrodo. Uporablja se za merjenje elektrodnega potenciala polčlenov.
Trojna točka živega srebra, −38,8344 °C, je temperaturni standard mednarodne temperaturne skale (ITS-90).

### Drugo
Plinasto živo srebro se uporablja v živosrebrovih, nekaterih neonskih in fluorescentnih sijalkah. Takšne nizkotlačne sijalke sevajo svetlobo z zelo ozkimi spektralnimi črtami, zato se v  optični spektroskopiji uporabljajo za umerjanje spektralnih položajev. Za umerjanje se uporabljajo komercialne sijalke, zadostujejo pa tudi običajne stropne fluorescentne sijalke. Plinasto živo srebro je v nekaterih elektronskih ceveh, na primer v ignitronih, triodah, tetrodah in pentodah, živosrebrovih obločnih usmernikih, solarijih in medicinskih svetilkah za dezinfekcijo. Za povečanje ionizacije in električne prevodnosti se dodaja tudi v argonske svetilke s hladno katodo. Argonske svetilke brez živega srebra imajo temna mesta in ne svetijo pravilno.

#### Kozmetika
Tiomersal (natrijev etil(2-merkaptobenzoato-(2-)-O,S)merkurat(1-)natrij) se uporablja v maskarah. Od leta 2008 je njegova uporaba v nekaterih državah prepovedana.

### Zgodovinska raba
Živo srebro se je zaradi svojih specifičnih lastnosti, predvsem tekočega agregatnega stanja, videza in velike gostote, v zgodovini porabljalo za zelo različne namene.
- V islamski Španiji se je uporabljalo za polnjenje okrasnih bazenov. Kasneje je ameriški kipar Alexander Calder za španski paviljon na svetovni razstavi v Parizu leta 1937 ustvaril fontano z živim srebrom, ki je sedaj na ogled v Fundació Joan Miró v Barceloni.[54]
- Polnjenje voblerjev. Takšne umetne vabe za ribolov imajo zaradi prelivanja živega srebra v njihovi notranjosti zanimivo nepravilno gibanje. Njihova raba je zaradi nevarnosti za okolje prepovedana, nekateri izdelovalci pa jih kljub prepovedi še vedno izdelujejo.
- Živo srebro je zaradi neprozornosti, velike gostote in skoraj linearne temperaturne razteznosti idealno za izdelavo sfigmomanometrov, barometrov, difuzijskih črpalk, kulometrov in drugih laboratorijskih instrumentov.[55]
- Zaradi tekočega agregatnega stanja in električne prevodnosti se je do leta 1970 uporabljalo v živosrebrovih stikalih, javljalnikih požara in termostatskih stikalih v mnogih gospodinjskih aparatih.[56]
- Zaradi akustičnih lastnosti se je sredi 20. stoletja uporabljalo v prvih digitalnih računalnikih kot propagacijski medij v napravah z linearno zakasnitvijo spomina.
- V 1920. letih so začeli graditi poskusne živosrebrove parne turbine, ki naj bi povečale izkoristek termoelektrarn na fosilna goriva.[57] Elektrarna South Meadow v Hartfordu, ki je bila zgrajena v poznih 1920. letih,  je uporabljala živo srebro kot delovno tekočino v primarnem krogu, v sekundarnem krogu pa je bila voda. Zgrajenih je bilo več podobnih termoelektrarn. Ideja ni dosegla širše industrijske rabe zaradi velike mase in toksičnosti živega srebra, pa tudi zaradi razvoja nadkritičnih parnih sistemov.[58][59]
- Na podoben način se je živo srebro kot hladilna tekočina uporabljalo v nekaterih jedrskih reaktorjih. Velika gostote je povzročala veliko porabo energije, zato se je za hlajenje začel uporabljati natrij.[60]

- Fresnelove leče s starih svetilnikih so plavale in se vrtele v posodi z živim srebrom, ki je delovalo kot ležaj.[61]
- Živo srebro je bilo pogonsko sredstvo za zgodnje ionske pogone v električnih vesoljskih pogonskih sistemih. Njegove prednosti so visoka molekulska masa, nizka ionizacijska energija, nizka dualna ionizacijska energija, velika gostota tekočine in možnost skladiščenja v tekočem stanju pri sobni temperaturi. Slabosti sistemov so negativen vpliv na okolje na Zemlji in morebitna ohladitev in kondenzacija dogotrajnih operacijah v vesolju. Živo srebro in cezij sta se kot pogonski gorivi uporabljala, dokler niso v Hughesovih raziskovalnih laboratorijih odkrili prednosti ksenona. Ksenon ima visoko molekulsko maso, majhno ali nikakršno reaktivnost in visoko gostoto v tekočem stanju med rahlo kriogenim skladiščenjem.[62][63]

Rabe, ki so povezane z njegovimi kemijskimi lastnostmi:
- Živosrebrove baterije so primarne baterije, ki so se na široko uporabljale do konca 20. stoletja. Izdelovale so se v različnih velikostih, predvsem kot gumbi.  Baterije so imele konstantno delovno napetost in dolgo skladiščno življenjsko dobo, zato so se uporabljale predvsem v svetlomerih v fotoaparatih, kamerah in slušnih aparatih. V 1990. letih se je njihova uporaba zaradi onesnaževanja okolja prepovedala.
- Živo srebro se je uporabljalo v sredstvih za zaščito lesa, dagerotipiji, srebrenju zrcal, v premazih proti gnitju (do leta 1990), herbicidih (do leta 1995), labirintnih igračkah, sredstvih za čiščenje in mobilnih napravah za niveliranje cest. Živosrebrove spojine so se uporabljale kot antiseptiki, odvajala, antidepresivi in antisifilitiki.
- Med drugo svetovno vojno so zavezniški vohuni domnevno uporabljali živo srebro za sabotiranje nemških letal. Letala naj bi premazovali z živosrebrovo pasto, ki je povzročila hitro korozijo aluminija in poškodbe letal.[64]
- V nekaterih postopkih elektrolize, na primer pridobivaju klora iz raztopine kuhinjske soli, so se uporabljale živosrebrove elektrode.
- Nekoč se je uporabljalo tudi za čiščenje topovskih cevi.[65][66]
- Od sredine 18. do sredine 19. stoletja se je živosrebrov(II) nitrat  (Hg(NO3)2•2H2O) uporabljal za izdelavi klobučevine, predvsem tiste za moške klobuke. V Angliji so zaradi oranžne barve raztopine postopek imenovali »korenčkanje« (angleško carroting),[67] Raztopina nitrata in pare so zelo toksični in morda je ravno zaradi psihiatričnih simptomov, povezanih z zastrupitvijo z živim srebrom, v Angliji nastalo reklo »nor kot klobučar«.[68]
- Pri rudarjenju zlata in srebra se je živo srebro uporabljalo za ekstrakcijo obeh kovin iz vodne suspenzije zlatonosnega grušča. Med ekstrakcijo je živo srebro raztopilo tudi zelo fine delce obeh kovin in s tem povečalo izkoristek.[7] Široka raba živega srebra v te namene se je prekinila v 1960. letih, v manjšem obsegu pa se še vedno uporablja. Ocenjuje se, da se je v kalifornijskih zlatih rudnikih nepovratno izgubilo 45.000 ton živega srebra.[69] Živo srebro se je uporabljalo tudi v rudnikih srebra.[70]

#### Zgodovinska raba v medicini
Živosrebrov (I) klorid (kalomel ali merkuro klorid, (Hg2Cl2)) se je v ljudski medicini uporabljal kot diuretik, površinsko dezinfekcijsko sredstvo in odvajalo. Živosrebrov (II) klorid (merkuri klorid, (HgCl2)) se je poleg drugih živosrebrovih spojin uporabljal za zdravljenje sifilisa. Čeprav je tako toksičen, da so simptome zastrupitve pogosto zamenjavali s simptomi bolezni, so vsi verjeli v njegovo zdravilnost.
V 19. stoletju so zdravniki, predvsem v ZDA, predpisovali tako imenovane »modre pilule«, s katerimi so zdravili vrsto bolezni: grižo, zapeko, sifilis, malarijo, gonorejo, melanholijo, gliste, tuberkulozo in zobobol. Še v zgodnjem 20. stoletju so otrokom vsako leto predpisovali živo srebro kot odvajalo in sredstvo proti glistam, dodajali pa so ga tudi otroškim praškom za zobe. 
Živosrebrov organski halogenid merbromin (dibromohidroksimerkurifluorescein) se še vedno na široko uporablja kot antiseptik za zunanjo uporabo, v nekaterih državah pa je že prepovedan.

## Strupenost in varnost
Živo srebro in večina njegovih spojin je izredno strupena, zato je treba z njimi ravnati skrajno previdno. Če pride do razlitja živega srebra, na primer zaradi razbitja termometra, je treba prostor očistiti po posebnem postopku. Če je podlaga neprepustna, je treba manjše kapljice živega srebra zbrati v večje in jih shraniti v tesno zaprto posodo. Vakuumski sesalnik in metla za čiščenje nista primerna, ker tekočino še bolj razbijeta. Mesto razlitja se zatem posuje z uprašenim žveplom, cinkovim prahom ali katero drugo uprašeno kovino, s katero živo srebro tvori amalgam. Takšen postopek je za čiščenje poroznih površin in oblačil neučinkovit, zato je treba kontaminirane predmete zavreči.  
Do zastrupitve z živim srebrom lahko pride tudi z vdihavanjem in absorbcijo skozi kožo in sluznico, zato morajo biti prostori dobro prezračeni, posode za shranjevanje živega srebra pa varne in tesno zaprte. Segrevanje spojin, ki pri segrevanju sproščajo živo srebro, mora potekati v ustreznih prezračenih prostorih. 
Najbolj strupene oblike živega srebra so njegove organske spojine, na primer dimetil živo srebro in metil živo srebro. Seveda so strupene tudi njegove anorganske spojine, na primer cinabarit, ki je zelo strupen pri zaužitju in vdihavanju.
Živo srebro lahko povzroča akutne ali kronične zastrupitve.

### Topnost v vodi, toksokinetika in mehanizem delovanja
Strupeni učinki živega srebra in njegovih spojin so pogojeni z njegovo topnostjo. Živo srebro ima največjo topnost v vodi izmed vseh kovin, in sicer je topnost elementarnega živega srebra v vodi pri 25 °C 56 μg/L. Topnost dimetil živega srebra je majhna in znaša pri 20 °C 1 μg/L. Metil živo srebro in etil živo srebro imata relativno dobre lipofilne lastnosti, kar jima omogoča prehajanje preko celičnih membran in raztapljanje v mastnih tkivih. Obe spojini je zato težko odstraniti iz organizma.
Peroralno vnešeno elementarno živo srebro (Hg0) se v prebavilih praktično ne absorbira in za odrasle osebe ni strupeno. Absorbirajo se njegove anorganske soli Hg (II), katerih absorpcija je 10 % ali manj, in organke spojine, na primer metil živo srebro CH3Hg, katerega absorpcija je 90-100 %. Ker je živo srebro hlapno, se lahko v telo vnese tudi z vdihavanjem. Živo srebro se iz telesa izloča večinoma preko ledvic, ki so najbolj izpostavljene, debelega črevesa in jeter, zato so ti organi še posebej izpostavljeni strupenim učinkom.
Na molekularnem nivoju živo srebro reagira s sulfhidrilnimi skupinami na beljakovinah, kar povzroči inhibicijo encimov ter patološke spremembe celične membrane. Elementarno živo srebro in metil živo srebro še posebej učinkujeta na osrednje živčevje, medtem ko so anorganske soli korozivne za kožo, oči in sluznico v prebavilih ter so nefrotoksični.

### Mejne vrednosti
Zastrupitve z metil živim srebrom spadajo med najbolj raziskane zastrupitve. Zgornja meja dnevne izpostavljenosti celokupnemu živemu srebru, ki jo je predpisala Svetovna zdravstvena organizacija (WHO), je 2,0 μg/kg telesne mase, mejna koncentracija živosrebrovih par pa znaša 0,2 μg/m3. Ameriška Agencija za zaščito okolja (EPA) je zaradi morebitnih učinkov na še nerojene otroke in majhne otroke mejo za metil živo srebro pomaknila še niže, na 0,1 μg/kg telesne mase na dan.

### Poklicna izpostavljenost ter klinični simptomi in znaki
Industrijska in komercialna raba živega srebra je zaradi njegove toksičnosti v večini držav urejena z ustreznimi zakoni in predpisi. Živo srebro se povsod obravnava kot poklicna nevarnost, zato so povsod predpisane dopustne in mejne vrednosti in načini odlaganja odpadkov.
Študije posameznih primerov obolenj so pokazale, da se bolezenski znaki, na primer drhtavica, poslabšane mentalne sposobnosti in motnje v spanju, kažejo celo pri delavcih, ki so bili kronično izpostavljeni nizkim koncentracijam živega srebra 0,7–42 μg/m3. Ena od študij je pokazala, da akutna izpostavljenost (4-8 ur) izračunanim koncentracijam živega srebra od 1,1 do 44 mg/m3 povzroča bolečine v prsih, dispnejo, kašelj, izkašljevanje krvi, oslabitev pljučne funkcije, hudi kemični pnevmonitis in nekardiogeni pljučni edem, poleg tega pa še akutni gingivostomatitis (vnetje dlesni in ustne sluznice). Akutna izostavljenost hlapom živega srebra dokazano vpliva na osrednje živčevje in povzroča psihotične reakcije, za katere so značilni delirij, halucinacije, in samomorilne težnje. Poklicna izpostavljenost povzroča  široko paleto funkcionalnih motenj, med njimi eretizem (poudarjena psihomotorična aktivnost), razdražljivost, vzkipljivost, pretirano plašnost in nespečnost. Pri nadaljnji izpostavljenosti se razvije drobno drhtenje, ki lahko preide v močne mišične krče. Drhtenje se na začetku pojavlja samo na rokah in se kasneje razširi na veke, ustnice in jezik. Dolgotrajna izpostavljenost nizkim koncentracijam živega srebra povzroča manj opazne simptome eretizma, utrujenost, razdražljivost, izgubo spomina, žive sanje in depresijo.
Pri otrocih se je predvsem v preteklosti pojavljala akrodinija (t. i. »rozasta bolezen« ali pink disease), redka idiosinkratična reakcija kot posledica dolgotrajne izpostavljenosti zaradi lokalnih zdravil in cepiv, ki so vsebovala živo srebro, ki se je kazala z bolečinami v udih, k temu se je pogosto pridružila še značilna rožnata obarvanost kože in njeno luščenje (deskvamacija), lahko še hipertenzija (zvišan krvni tlak), neješčnost (anoreksija) in nespečnost. Pri nekaterih občutljivejših otrocih naj bi živo srebro vplivalo tudi na razvoj simptomov avtizma.

### Zdravljenje
Raziskovanje zdravljenja zastrupitev z živim srebrom je omejeno. Trenutno so na voljo zdravila za zdravljenje akutnih zastrupitev, ki vsebujejo kelatorje N-acetil-D,L-penicilamin (NAP), dimerkaprol (BAL), 2,3-dimerkapto-1-propansulfonsko kislino (DMPS) in dimerkaptosukcinsko kislino (DMSA). V manjši študiji, ki je zajela enajst gradbenih delavcev, izpostavljenih živemu srebru, so obolele zdravili z DMSA in  NAP. Kelacijska terapija z obema zdraviloma je izločila majhen del ocenjene celotne količine absorbiranega živega srebra. DMSA je bila pri izločanju bolj učinkovita kot NAP.

### Izpusti v okolje
Analize ledu z ledenika Upper Fremont v Wyomingu, ZDA, so pokazale, da je bila predindustrijska vsebnost živega srebra v ozračju približno 4 ng/l. To vrednost se lahko šteje za naravno raven onesnaženosti, čeprav je zelo odvisna od regionalnih in globalnih vplivov. Primer tega so ognjeniški izbruhi, ki lahko njegovo vsebnost v ozračju povečajo za 4–6-krat.
Naravni viri, na primer ognjeniki, prispevajo približno polovico emisij živega srebra v ozračje. Za drugo polovico so odgovorni ljudje.
- 65 % prispevajo stacionarna kurišča, od tega največ termoelektrarne na premog (v ZDA leta 1999 40 %). K njim se prištevajo tudi kurišča na plin, iz katerega ni bilo odstranjeno živo srebro. Emisije iz kurišč premoga so za en do dva reda velikosti večje od emisij iz kurišč nafte in so odvisne od posamezne države.[92]
- 11 % prispeva proizvodnja zlata. Trije največji posamični onesnaževalci v ZDA so ravno trije največji rudniki zlata.
- V vzhodni Kanadi je pomemben vir onesnaževanja z živim srebrom hidrogeokemijsko izpiranje živega srebra iz jalovine rudnikov zlata.[95]
- 6,8 % prispeva proizvodnja barvnih kovin, predvsem talilnice.
- 6,4 % prispeva proizvodnja cementa.
- 3,0 % prispevajo odlagališča odpadkov, med njimi komunalna odlagališča, odlagališča nevarnih odpadkov, sežigalnice odpadkov in sežigalnice mulja iz čistilnic odpadnih voda. Njihov prispevek je verjetno dva do pet krat večji, vendar se ga zaradi pomanjkljivih podatkov ne da izračunati.
- 3,0 % prispeva proizvodnja natrijevega hidroksida (NaOH).
- 1,4 % prispeva proizvodnja surovega železa in jekla.
- 1,1 % prispevajo proizvodi, ki vsebujejo živo srebro, največ baterije.
- 2,0 % prispevajo drugi viri.

Zgoraj navedeni podatki so ocene globalnih emisij živega srebra v letu 2000, ki jih je povzročil človek, in ne upoštevajo sežiganje biomase, ki je v nekaterih regijah pomemben vir onesnaževanja.
Trenutna koncentracija živega srebra v mestni atmosferi je 0,01–0,02 µg/m3. V zaprtih prostorih je koncentracija precej višja in meri 0,0065–0,523 µg/m3 (povprečno 0,069 µg/m3).
Živo srebro vstopa v okolje tudi zaradi neustreznega odlaganja, na primer zakopavanja in sežiganja nekaterih proizvodov. Mednje spadajo avtomobilski deli, baterije, fluorescentne cevi, medicinski proizvodi, termometri, termostati in drugi izdelki. Zaradi škodljivih vplivov na zdravje in okolje se poskuša uporaba živega srebra odpraviti ali čim bolj omejiti. V termometrih se zato uporabljata obarvan etanol in zlitina galinstan. Živosrebrovi termometri se zaradi njihove večje natančnosti še uporabljajo na nekaterih znanstvenih področjih.
Med največje industrijske nezgode spada tudi zastrupitev z živim srebrom, ki se je iz industrijskih odplak odlagalo v zalivu Minamata na Japonskem. Zaradi zastrupitve je umrlo ali utrpelo različne telesne okvare več kot 3.000 ljudi. Simptomi zastrupitve so postali znani kot minamatska bolezen.

### Ribe
Ribe in mehkužci slabo izločajo težke kovine, zato se v njihovih organizmih kopiči živo srebro, pogosto v obliki zelo strupenega metil živega srebra. Ker sta živo srebro in metil živo srebro topna v maščobah, se akumulirata predvsem v notranjih organih, vendar se pojavljata tudi v mišičnem tkivu. Ribje vrste, ki so visoko v prehranjevalni verigi, na primer morski psi, mečarice, skuše, tune in malakantide, lahko vsebujejo tudi desetkrat več živega srebra kot ribe, s katerimi se hranijo. Proces se imenuje biomagnifikacija. Posledica tega procesa je bila zastrupitev z živim srebrom v zalivu Minamata na Japonskem.

## Zakonodaja
V Evropski skupnosti je od 13. februarja 2003 v veljavi Direktiva 2002/95/EC o omejevanju uporabe določenih nevarnih snovi v novih električnih in elektronskih aparatih, ki omejuje vsebnost živega srebra tudi v drugih proizvodih na 1000 ppm. Omejena je tudi vsebnost živega srebra v embalažnih enotah (vsota koncentracij živega srebra, svinca, šest valentnega kroma in kadmija je omejena na 100 ppm) in baterijah (na 5 ppm). Julija 2007 je Evropska skupnost omejila vsebnost živega srebra tudi v neelektričnih merilnih instrumentih, kot so termometri in barometri. Omejitve veljajo samo za nove naprave in ne veljajo za področje zdravstva.
Norveška je uvedla popolno prepoved uporabe živega srebra v proizvodnji ter izvozu in uvozu živosrebrovih proizvodov, ki je začela veljati 1. januarja 2008. Leta 2002 so namreč ugotovili, da je več jezer na Norveškem v zelo slabem stanju zaradi onesnaženja z živim srebrom.